# Nareg Alemezjan
Nareg (imię świeckie Manug Alemezjan, ur. 10 maja 1962 w Bejrucie) – duchowny Apostolskiego Kościoła Ormiańskiego, od 2017 biskup pomocniczy patriarchatu, od 2002 przedstawiciel ekumeniczny Świętej Stolicy Cylicyjskiej.

## Życiorys
Święcenia kapłańskie przyjął w 1981. Sakrę biskupią otrzymał 12 maja 2002. W latach 2014–2017 był biskupem Cypru. Jest przedstawicielem ekumenicznym Katolikosatu Cylicyjskiego.